# Szabás
Szabás é um município da Hungria, situado no condado de Somogy. Tem 18,11 km² de área e sua população em 2019 foi estimada em 622 habitantes.